# Louis Gras
Louis Gras (* 22. Februar 1901 in Toulon; † 24. Juni 1986 in La Garde) war ein französischer Radrennfahrer.

## Sportliche Laufbahn
Gras war im Straßenradsport und im Querfeldeinrennen (heutige Bezeichnung Cyclocross) aktiv. Von 1925 bis 1933 war Unabhängiger und Berufsfahrer. 1925 und 1931 gewann er das Eintagesrennen Nizza–Annot–Nizza, 1927 den Grand Prix de Cannes (auch 1931), 1927 und 1928 Marseille–Nizza, 1928 bis 1930 Toulon–Nizza, 1929 den Grand Prix de Nice. 1930 gewann das Etappenrennen Tour de Vaucluse und den Grand Prix d’Antibes (auch 1932). Zweiter wurde Gras bei Marseille–Nizza 1925 und 1930, bei Paris–Le Havre 1927, bei Nizza–Annot–Nizza 1928 und 1930. In den Rennen der Monumente des Radsports war der 12. Platz im Rennen Paris–Roubaix 1927 sein bestes Resultat.